# Illea Kvașa
Illea Kvașa (n. 5 martie 1988, Mîkolaiiv, RSS Ucraineană, URSS) este un săritor în apă ce a reprezentat Ucraina, medaliat olimpic. A participat la 3 ediții ale Jocurilor Olimpice (2008, 2012, 2016) în care a câștigat o medalie de bronz.